# Koi-Koi estilo hawaiano
Koi-Koi estilo Hawaiano — también conocido como Sakura o Higo-Bana — se juega usando cartas Hanafuda (juego de cartas de origen japonés) y puede ser jugado con jugadores individuales o entre equipos de dos a siete personas. Las reglas de esta variante, la cual es jugada en Hawái, es ligeramente diferente del Koi-Koi tradicional.

## Cómo ganar
Se debe superar a los otros jugadores (o equipos) teniendo el puntaje más alto "capturando" tarjetas de puntos individuales y yaku (combinaciones de cartas) al final del juego.

## Reparto de cartas
Cada jugador recoge una carta al azar y quien tenga la carta perteneciente al mes o Yaku más bajo será quien comience la ronda. El jugador a su izquierda mezclara el mazo, luego el jugador de la izquierda cortará el mazo para finalmente ser quien comience quien repartirá las cartas.
El número de cartas por repartir es el siguiente:
| Número de jugadores | Cartas en mano | Cartas boca arriba |
| ------------------- | -------------- | ------------------ |
| 2                   | 8              | 8                  |
| 3                   | 7              | 6                  |
| 4                   | 5              | 8                  |
| 5                   | 4              | 8                  |
| 6                   | 3              | 12                 |
| 7                   | 3              | 6                  |

## El Juego
El Koi-Koi Hawaiano es un juego por turnos que incluye 48 cartas. Éstas pueden estar en uno de cinco estados diferentes:
- Cartas boca arriba sobre la mesa, para que las vean todos los jugadores.
- Cartas que los jugadores tienen en sus manos y que solo ellos pueden ver.
- Cartas reclamadas por un jugador, que valen puntos individualmente u ordenadas por yaku. Boca arriba, para que las vean todos los jugadores.
- Cartas que se han jugado pero que no valen puntos: la pila de descarte o kasu.
- Cartas que aún no se han jugado, apiladas boca abajo en una sola pila: “la montaña”.

Durante el turno, un jugador realiza las siguientes acciones:
- El jugador descarta una carta de su mano
  - Si la carta es del mismo palo o familia que una de las cartas boca arriba, el jugador reclama esa carta como suya y la coloca frente suyo boca arriba. En caso de que alguna de las dos cartas no tenga puntos, se deja en la pila de kasu.
  - Si la carta no coincide con el palo o familia de alguna carta boca arriba, se agrega a las cartas boca arriba para que alguien más la reclame.
- Luego, el jugador debe recoger la siguiente carta boca abajo en “la montaña” y se juega siguiendo las mismas reglas de descarte mencionadas anteriormente.
- La ronda termina cuando “la montaña” está vacía o si los jugadores se quedan sin cartas para jugar.

#### Reglas especiales

##### Carta Gaji
La carta de Rayo o Gaji (parte del Hiki de Sauce/Yanagi) es un comodín que puede usarse para capturar una carta boca arriba de cualquier pinta.
Gaji debe quedar sobre la carta capturada, así cuando termine la ronda, cualquier carta que haya quedado sin ser capturada se va al jugador que tenga Gaji.
En caso de que Gaji ya se encuentre dentro de las cartas boca arriba, solo se puede capturar con otra de su mismo Hiki (Yanagi).

##### Regla Hiki
Un Hiki es una pinta o familia de cartas. En caso de que las cuatro cartas de un Hiki se encuentren boca arriba, podrán ser capturadas por quien haya comenzado la ronda.
Si hay tres cartas de un Hiki boca arriba y un jugador tiene la cuarta carta, puede jugarla para capturar las tres cartas en un único turno. En el caso de que otro jugador intente capturar alguna de las tres cartas con una carta Gaji, se debe decir “Hiki” y jugar la cuarta carta para capturar las tres cartas antes que el otro jugador.

## Puntuación
Al terminar al ronda, comienza la fase de conteo de puntos, donde:
- Se recibe entre 5 y 20 puntos por cada carta de puntos capturada, basado en los valores de la próxima sección.
- Por cada Yaku formado se resta 50 del puntaje total de cada oponente.

## Cartas por Hiki (pinta o familia)
| Matsu Pino            | 20 puntos Grulla      | 10 puntos Cinta     | 0 puntos (kasu) | 0 puntos (kasu)    |
| Ume Ciruelo en flor   | 5 puntos Ruiseñor     | 10 puntos Cinta     | 0 puntos (kasu) | 0 puntos (kasu)    |
| Sakura Cerezo en flor | 20 puntos Cortina     | 10 puntos Cinta     | 0 puntos (kasu) | 0 puntos (kasu)    |
| Fuji Glicina          | 5 puntos Cuculí       | 10 puntos Cinta     | 0 puntos (kasu) | 0 puntos (kasu)    |
| Shoubu Iris           | 5 puntos Puente       | 10 puntos Cinta     | 0 puntos (kasu) | 0 puntos (kasu)    |
| Botan Peonía          | 5 puntos Mariposa     | 10 puntos Cinta     | 0 puntos (kasu) | 0 puntos (kasu)    |
| Hagi Trébol           | 5 puntos Jabalí       | 10 puntos Cinta     | 0 puntos (kasu) | 0 puntos (kasu)    |
| Tsuki Eulalia         | 20 puntos Luna        | 5 puntos Gansos     | 0 puntos (kasu) | 0 puntos (kasu)    |
| Kiku Crisantemo       | 5 puntos Copa de Sake | 10 puntos Cinta     | 0 puntos (kasu) | 0 puntos (kasu)    |
| Momiji Arce           | 5 puntos Ciervo       | 10 puntos Cinta     | 0 puntos (kasu) | 0 puntos (kasu)    |
| Yanagi Sauce          | 5 puntos Lluvia       | 5 puntos Golondrina | 10 puntos Cinta | 0 puntos Relámpago |
| Kiri Paulonia         | 20 puntos Fenix       | 10 puntos Flor      | 0 puntos (kasu) | 0 puntos (kasu)    |

## Combinaciones de Yaku
| Yaku 1          | Grulla   | Cortina | Ruiseñor     |
| Yaku 2          | Luna     | Cortina | Copa de Sake |
| Yaku 3          | Mariposa | Ciervo  | Copa de Sake |
| Yaku 4          | Jabalí   | Ciervo  | Gansos       |
| Yaku 5          | Jabalí   | Cuculí  | ≤ Puente     |
| Tres Pergaminos |          |         |              |
| Cintas rojas    |          |         |              |
| Cintas moradas  |          |         |              |